# Marcellina (Santa Maria del Cedro)
Marcellina is een plaats (frazione) in de Italiaanse gemeente Santa Maria del Cedro.